# Pomník Jiřího z Poděbrad
Pomník Jiřího z Poděbrad je novorenesanční pomník, který byl vybudován na východní straně Jiřího náměstí v Poděbradech naproti Mariánskému sloupu. Pomník, jehož autorem je Bohuslav Schnirch, je považován za jedno z vrcholných děl české monumentální plastiky 19. století. V prosinci 2023 byl pomník s účinností od 1. července 2024 prohlášen za národní kulturní památku.

## Historie
O vytvoření pomníku se zasloužil poděbradský Sokol, který v roce 1883 založil Spolek pro vybudování pomníku krále Jiřího, jehož realizací pověřil právě Bohuslava Schnircha. Část peněz se mu podařilo získat pomocí sbírek a dobročinnými akcemi. Socha byla dokončena v roce 1891 a byla vystavena na Jubilejní zemské výstavě v Praze (což urychlilo sběr finančních prostředků) a na výstavišti zůstala až do skončení Národopisné výstavy českoslovanské v roce 1895. V Poděbradech byl pomník za velkých oslav odhalen 15. srpna 1896. V letech 1994–1996 došlo ke kompletní renovaci celého pomníku.

## Popis pomníku

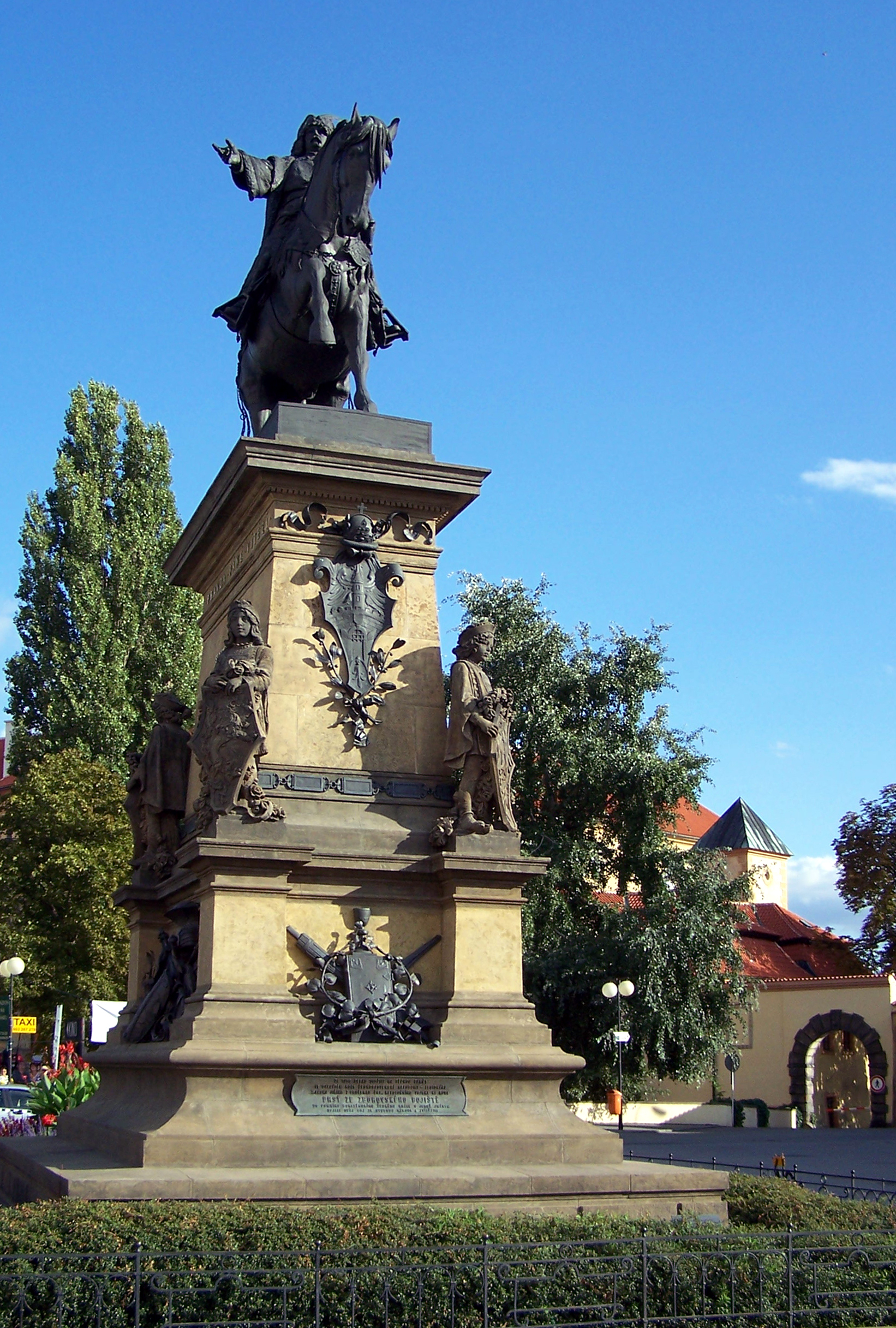
Královo smírné gesto

Pomníku dominuje jezdecká socha Jiřího z Poděbrad o přibližně dvojnásobku životní velikosti. Pomník zachycuje Jiřího z Poděbrad v okamžiku, kdy po bitvě u Vilémova podává na usmířenou ruku Matyáši Korvínovi.

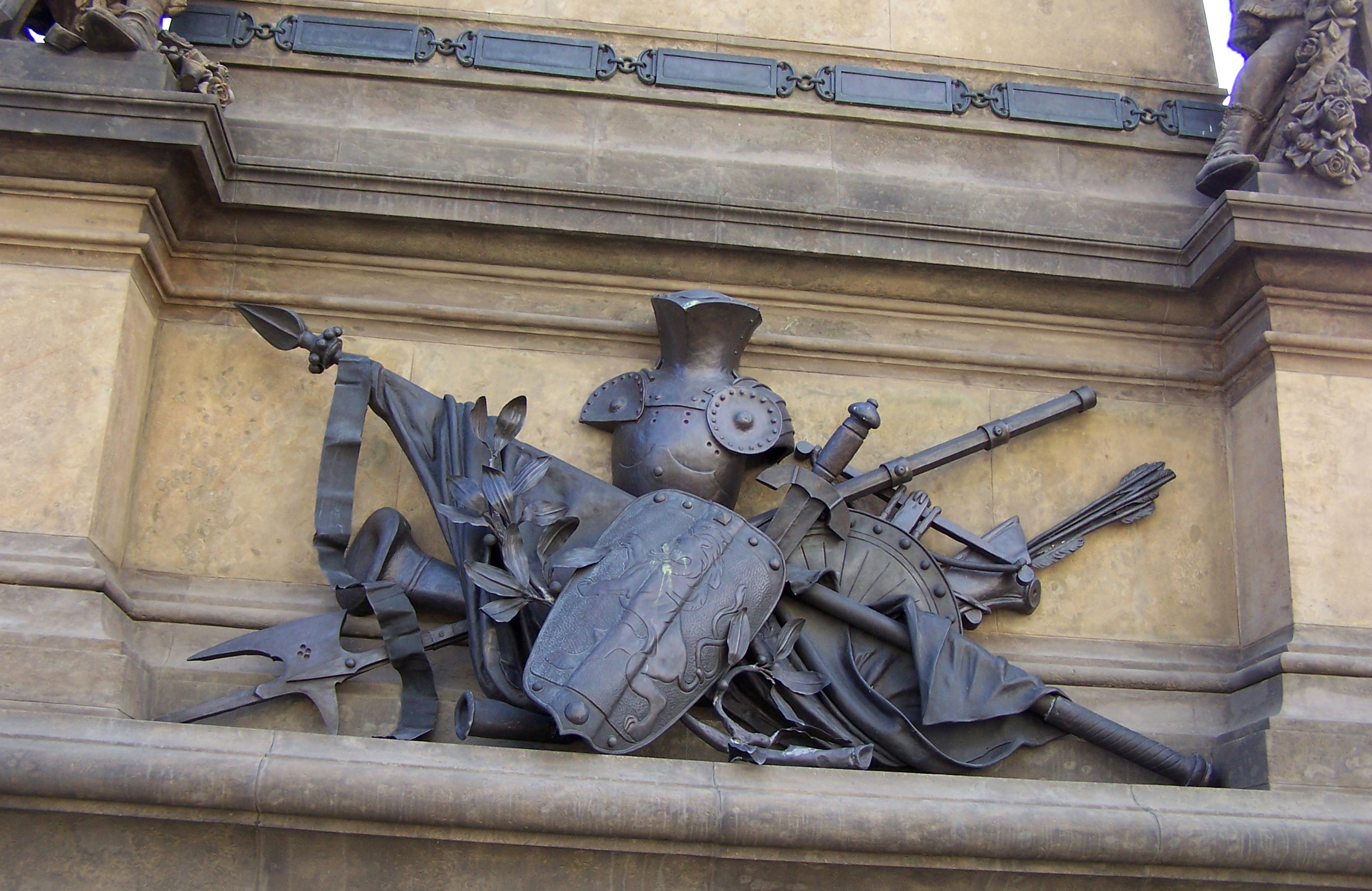
Emblém války na severní straně podstavce

Aby byla výroba sochy co nejlevnější, použil Schnirch místo techniky odlití sochy z bronzu, výrazně levnější technologii vytepání sochy z měděných plátů, které jsou uchyceny na ocelové kostře. Pláty vytepal a na železnou kostru osadil pražský kovotepec Richard Schorcht. Socha se skládá celkem z 12 dílů. Šestimetrový podstavec je pískovcový. V jeho rozích jsou čtyři pážata, štítonoši Čech, Moravy, Lužice a Slezska. Na stranách podstavce jsou emblémy války a míru, doplněné pamětními nápisy. Na podstavci se objevilo i několik pamětních desek. Jedna je připomínkou bitvy u Zborova a druhá znovuodhalení opravené sochy v roce 1996.